# Gran Premio Palio del Recioto 2022
Il Gran Premio Palio del Recioto 2022, cinquantanovesima edizione della corsa, valido come evento dell'UCI Europe Tour 2022 categoria 1.2U, si è svolto il 19 aprile 2022 su un percorso di 147,2 km, con partenza e arrivo a Negrar di Valpolicella, in Italia. La vittoria fu appannaggio del francese Romain Grégoire, il quale ha completato il percorso in 3h58'35", alla media di 37,019 km/h, precedendo il colombiano Edgar Andres Pinzon ed il norvegese Johannes Staune-Mittet.
Sul traguardo di Negrar di Valpolicella 43 ciclisti, su 176 partenti, hanno portato a termine la competizione.

## Squadre e corridori partecipanti
| N.      | Cod. | Squadra                         |
| ------- | ---- | ------------------------------- |
| 1-5     | T4Q  | Team Qhubeka                    |
| 7-10    | CTA  | Colombia Tierra de Atletas      |
| 13-16   | LKH  | Team Lotto-Kern Haus            |
| 21-24   | CPK  | Team Colpack Ballan             |
| 25-28   | SRA  | Swiss Racing Academy            |
| 31-34   |      | AG2R Citroën U23 Team           |
| 37-40   | IWM  | Work Service Vitalcare Vega     |
| 44-48   | BPC  | BHS-PL Beton Bornholm           |
| 49-52   | ICA  | Israel Cycling Academy          |
| 55-60   | CAR  | Carnovali-Rime                  |
| 61-66   |      | Viris Vigevano                  |
| 67-71   |      | Campana Imballaggi              |
| 74-78   | BTC  | Beltrami TSA Tre Colli          |
| 85-88   | JVD  | Jumbo-Visma Development Team    |
| 91-94   | BCF  | Bardiani-CSF-Faizanè            |
| 97-100  |      | Amsterdam Racing Academy        |
| 103-106 |      | Velo Club Mendrisio             |
| 110-113 | GAL  | Gallina Ecotek Lucchini Colosio |
| 115-120 | LGS  | Ljubljana Gusto Santic          |
| 121-125 |      | A.R. Monex Pro Cycling Team     |
| 127-130 |      | Eolo-Kometa U23                 |

| N.      | Cod. | Squadra                            |
| ------- | ---- | ---------------------------------- |
| 133-138 |      | Solme-Imesa-Olmo                   |
| 139-144 | AQD  | Astana Qazaqstan DT                |
| 145-150 | BIE  | Biesse Carrera                     |
| 151-155 | SVK  | Slovacchia                         |
| 157-160 |      | U.C. Trevigiani                    |
| 164-167 | ZEF  | Zalf Euromobil Fior                |
| 169-174 |      | Holdsworth Zappi Team              |
| 175-179 |      | UC Monaco                          |
| 187-192 | CGF  | Equipe continentale Groupama-FDJ   |
| 193-196 | WSA  | WSA KTM Graz p/b Leomo             |
| 200-204 |      | Aran Cucine Vejus                  |
| 205-208 | TIR  | Tirol KTM Cycling Team             |
| 211-215 | EGU  | Eurocar Grawe Ukraine              |
| 217-222 | CTF  | Cycling Team Friuli                |
| 224-228 |      | Parkpre Racing Team                |
| 229-232 | TND  | Team Novo Nordisk Development      |
| 235-240 | GEF  | General Store-Essegibi-F.lli Curia |
| 241-244 |      | SC Valle Seriana-Cene              |
| 247-251 |      | ASD Pedale Scaligero               |
| 253-258 |      | ASD Aries Cycling                  |
| 259-262 |      | GS Sissio Team                     |

## Ordine d'arrivo (Top 10)
| Pos. | Corridore              | Squadra     | Tempo    |
| ---- | ---------------------- | ----------- | -------- |
| 1    | Romain Grégoire        | Groupama C. | 3h58'35" |
| 2    | Edgar Andres Pinzon    | Colombia    | a 28"    |
| 3    | Johannes Staune-Mittet | Jumbo DT    | a 37"    |
| 4    | Davide De Cassan       | CT Friuli   | a 39"    |
| 5    | Davide Piganzoli       | Eolo U23    | s.t.     |
| 6    | Simone Raccani         | Zalf        | s.t.     |
| 7    | Archie Ryan            | Jumbo DT    | s.t.     |
| 8    | Germán Dario Gómez     | Colombia    | s.t.     |
| 9    | Fernando Tercero       | Eolo U23    | s.t.     |
| 10   | Martin Nessler         | Sissio Team | a 1'33"  |